# Пахари (народы)

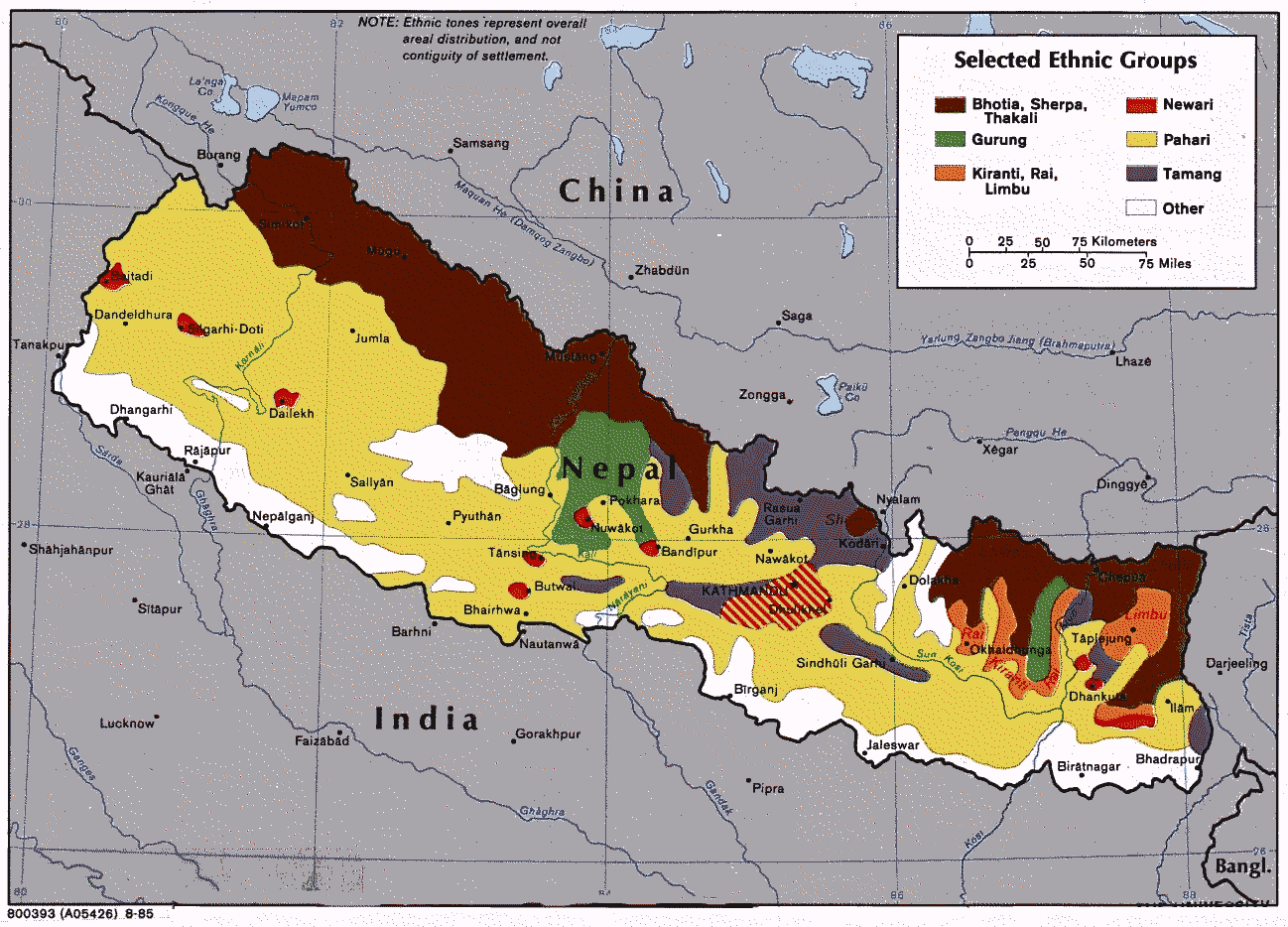
Этническая карта Непала

Паха́ри (хинди  и непальск. पहाड़ी, гурмукхи ਪਹਾੜੀ, урду پہاڑی‎) — группа народов, проживающая на территории Непала, Индии и Пакистана (Азад-Кашмир). Делится на три группы — западные пахари, восточные и центральные (гаркхвали и кумаони). Непальцы (или восточные пахари) имеют в численности 16,4 млн человек, западные — около 3 млн человек, гаркхвали — 1,8 млн человек, кумаони — 1,7 млн человек. В Индии пахари ассимилируются с панджабцами, кашмирцами и хиндустанцами.
Основное большинство пахари — индуисты.
Говорят на языках пахари, принадлежащих к индоарийской языковой семье.

## Традиционная культура
Основным традиционным занятием пахари является ирригационное террасное земледелие (рис, кукуруза, бобы, ячмень, просо, овощи) и пашенное богарно; разводят лошадей, крупный и мелкий рогатый скот.

## Вера
Большинство пахари — индуисты, шиваиты и вишнуиты. Почитают женских богинь. Широко распространено паломничество. Сохраняется культ предков и шаманизм.

## Традиционное жилище
Традиционное жилище представляет двухэтажное строение из камня и дерева с покатой крышей. Жилым является верхний этаж, первый — хозяйственный. Дома украшены деревянной резьбой.

## Традиционная одежда
Женщины носят длинные юбки, жакеты и блузки. Украшения по большей части из металла.
Мужчины носят длинные рубахи, жилеты, куртки, дхоти или штанов. Костюм дополнен необычными деталями — чёрная или цветная шапочка и шерстяное покрывало.